# Lee Nelson
Lee Nelson (Verenigde Staten, 19 januari 1943) is een gepensioneerde arts die nu professioneel pokerspeler is.
Hij maakte deel uit van een door PokerStars gesponsorde groep pokerprofessionals genaamd 'Team PokerStars'. Hij speelt online onder het pseudoniem 'LeeNelsonP*'.
Nelson is een speler die gewoonlijk alleen in Australazië speelt. Het bekendst is hij van het winnen van het Main Event van het Crown Australian Poker Championship, beter bekend in Nederland en Vlaanderen onder de naam Aussie Millions. Daarbij nam hij AUD$ 1.295.800,- mee naar huis.
Nelson won tot en met juni 2014 meer dan $2.500.000,- in live-toernooien.
Nelson is tevens co-auteur (samen met Blair Rodman) van drie pokerboeken:
- Kill Phil: The Fast Track to Success in No-Limit Hold 'em Poker Tournaments
- "Let's Play Poker"
- "Kill Phil", "Kill Everyone."

Hij presenteert voor de Australische televisie het programma Joker Poker samen met Mike Goldman op het televisiestation Network 10, en onder dezelfde naam ook voor de Nieuw-Zeelandse televisiezender TV3 samen met presentatrice Brooke Howard-Smith. Nelson verzorgt in het programma professioneel commentaar over de pokerregels en strategie voor de kijkers.